# Prieuré de Luché-Pringé
Le prieuré de Luché est un manoir situé à Luché-Pringé, dans la région historique de l'Anjou (actuel département de la Sarthe), en France.

## Historique

### Fondation au Moyen Âge
Le prieuré est fondé au XIe siècle. En 1057, Raoul V, vicomte du Maine, et son épouse Emmeline de Montreveau, dame du Lude, cèdent l'église de Luché aux moines de l'abbaye Saint-Aubin d'Angers, pour la somme symbolique de cinq sols et dans l'obligation d'y établir un prieuré sous le vocable de saint Martin. Les travaux d'édification d'une nouvelle église commencent aussitôt,. Les deux bâtiments sont érigés côte à côte, si bien que l'église ne possède alors pas de façade occidentale, cette entrée étant réservée aux chanoines. La construction du premier logis des moines aurait débuté en 1166, à une époque où le couvent comprenait une trentaine de religieux.
Pendant la guerre de Cent Ans, le prieuré est totalement détruit par les Anglais. Sa reconstruction est entreprise dans les dernières années du XVe siècle par le prieur Pierre du Fay. Le logis servait d'étape aux pèlerins de Saint-Jacques de Compostelle, comme en témoigne la présence de coquilles sur les façades de l'édifice. Par l'édit de fondation du collège royal de La Flèche, Henri IV attribue aux jésuites plusieurs prieurés, dont celui de Luché, où ils établissent une école. 

### Révolution et époque contemporaine
En 1796, l'église et le prieuré sont vendus comme biens nationaux et acquis par un fermier, Pierre-François Lépine, et un maréchal-ferrant, René Martin, qui souhaitent sauver l'église de la destruction et la conserver au culte. En 1813, les deux hommes font don de l'église à la commune de Luché. Le prieuré échoue aux mains de plusieurs familles, au gré des ventes ou des successions. Il devient l'Hôtel du Lion d'Or à la fin du XIXe siècle. 
M. Jaffrézic, maire de Luché, en fait l'acquisition en 1970, et obtient l'inscription des façades et des toitures de l'édifice à l'inventaire supplémentaire des monuments historiques le 20 mars 1978.

## Description
Le logis du prieuré est un édifice quadrangulaire en pierre de taille. Les façades et le pignon sud portent des traces d'ouvertures ogivales ou voûtées aujourd'hui murées. La façade est comporte une tour décentrée à huit pans, surmontée d'un toit pyramidal recouvert d'ardoises. Le faîte de la toiture est surmonté de deux souches de cheminée en briques.

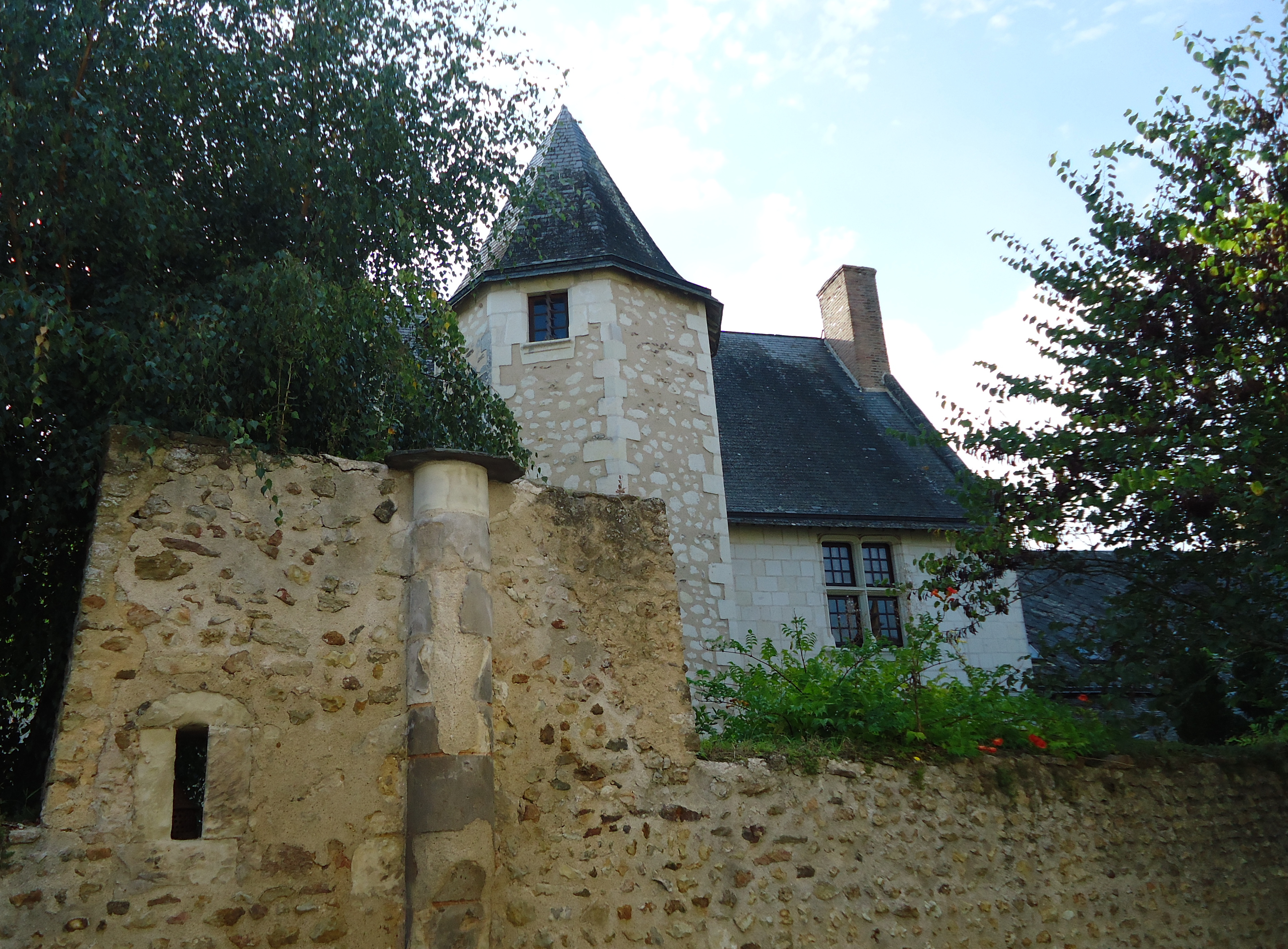
La facade est et la lanterne des morts.
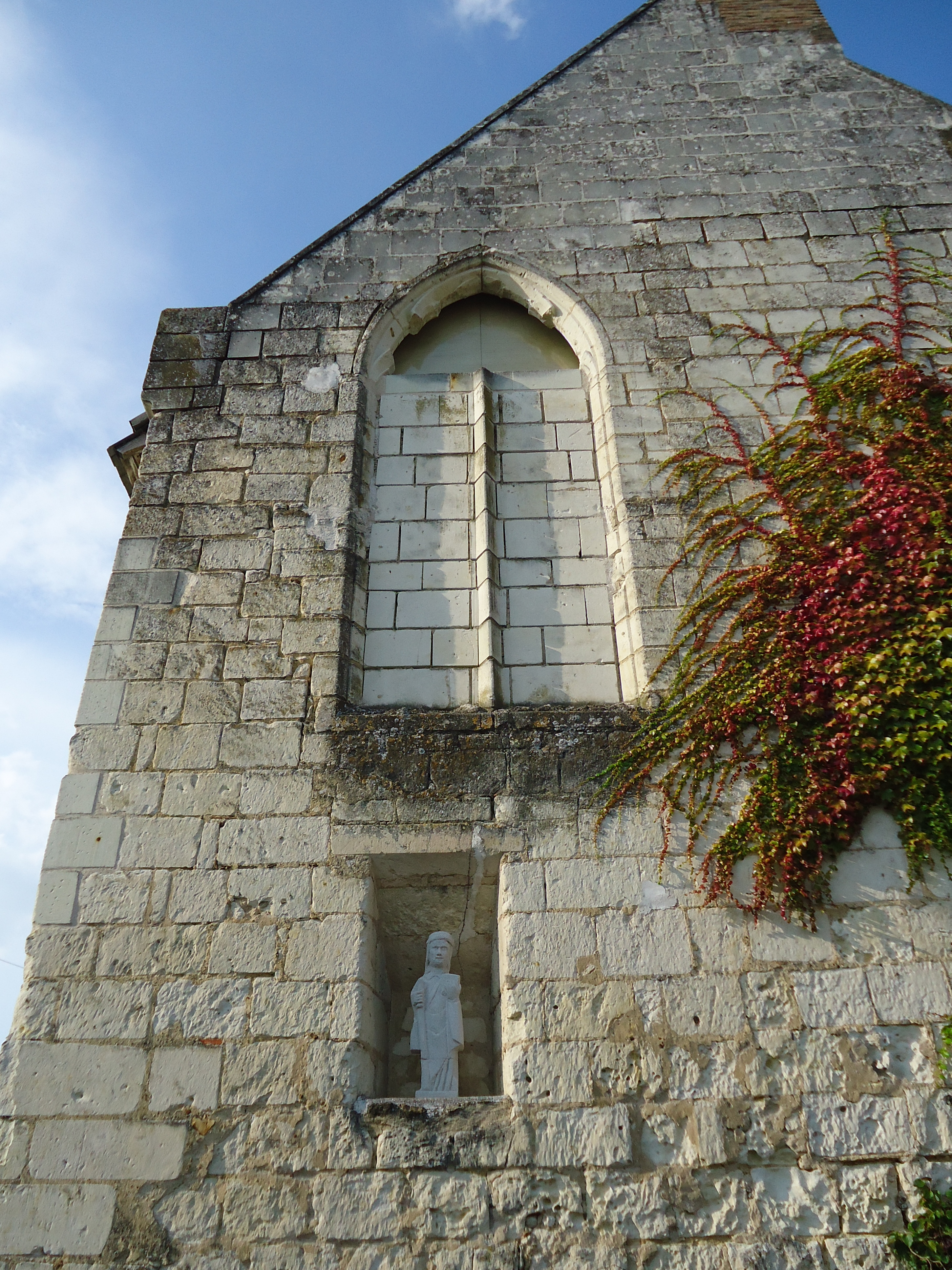
Le pignon sud.